# Lista över georgiska tidningar
Detta är en lista över georgiska tidningar. Utgivningsstad står inom parentes.
- 24 saati (Tbilisi)
- rezonansi (Tbilisi)
- Georgian Journal (Tbilisi)
- Alia (Tel Aviv) - israelisk tidning på georgiska.
- The FINANCIAL (Tbilisi, Kiev)
- The Georgian Times (Tbilisi) - trespråkig tidning som utges på georgiska, ryska och engelska.
- Georgia Today (Tbilisi) - engelskspråkig veckotidning baserad i Tbilisi, med kontor i USA.
- Civil Georgia (Tbilisi) - trespråkig internettidning med huvudkontor i Tbilisi.